# Генерал-полковник інженерно-технічної служби

Генерал-полковник інженерно-технічної служби (від лат. generalis — загальний, спільний; і «полковник») — найвище військове звання генеральського і адміральського складу інженерно-технічної служби Радянської армії в 1943–1971. Еквівалентом звання у сухопутних силах було звання генерал-полковник, серед інженерно-технічного складу ВМС — інженер-адмірал.
Генерал-полковник інженерно-технічної служби був вище за рангом за генерал-лейтенанта інженерно-технічної служби.

## Історія використання в СРСР

### Передумови
Введені в 1935 році персональні військові звання різнилися в різних службах. У 1940 році під час введення генеральських та адміральських звань для командного складу, відбулася часткова уніфікація. Для корабельного складу інженерно-технічної служби РСЧФ вводяться звання наближені до звань командного складу флоту, але з додаванням слова «-інженер» попереду.
Наступний етап уніфікації військових звань різних складів відбувається у РСЧА та РСЧФ в 1942—1943 роках.

### Введення (1943)
У 1942/43 роках відбувається уніфікація військових звань різних складів та служб РСЧА та РСЧФ. Вищий начальницький склад почав отримувати генеральські звання, а середній та молодший начальницькі складі почали отримувати військові звання за зразком з командним складом.
Встановлено постановою Державного комітету оборони СРСР від 4 лютого 1943 року № 2822 «Про введення персональних військових звань інженерно-технічного, юридичного та адміністративного складу Червоної Армії» для інженерно-технічного складу військ зв'язку, інженерних, хімічних, залізничних, топографічних військ.
Спеціальні звання вищого інженерно-технічного складу (бригінженер, корінженер, дивінженер та армінженер), поступово скасовуються в різних родах військ та службах, замінюючись на генеральські. Після скасування звання корінженер, 28 січня 1942 в військово-повітряних силах вводиться звання генерал-полковник інженерно-авіаційної служби, 3 березня 1942 в артилерії вводиться звання генерал-полковник інженерно-артилерійської служби, 8 березня 1942 в танкових військах вводиться звання генерал-полковник інженерно-танкової служби. Останнім звання корінженера було скасовано у інженерно-технічного складу технічних військ, що відбулося 4 лютого 1943 з введенням звання генерал-полковник інженерно-технічної служби.

### 1960
Військові звання генералів служб (інженерно-технічної, інженерно-артилерійської, інженерно-танкової) включали в себе назву відповідної служби при значній схожості характеру діяльності та виконуваних службових обов'язків Статутом внутрішньої служби 1960 року звели в одну інженерно-технічну, яку включили в військові звання генералів служб.
Після скасування військових звань генерал-полковник інженерно-авіаційної служби, генерал-полковник інженерно-артилерійської служби, генерал-полковник інженерно-танкової служби залишено як військове звання вищих офіцерів інженерних служб всіх родів військ (особам, які мали скасовані звання, надали військове звання генерал-полковник інженерно-технічної служби).

### Скасування (1971)
Указом Президії Верховної Ради СРСР від 18.11.1971 року № 2319-VIII «Про військові звання офіцерського складу Збройних Сил СРСР» з військових звань генералів технічної служби виключалося найменування служби (технічна), яке замінювалося словом «-інженер». Замість звання генерал-полковник інженерно-технічної служби введено звання генерал-полковник-інженер (відповідно до постанови Ради Міністрів СРСР від 18 листопада 1971 року № 846 «Про затвердження Положення про проходження військової служби офіцерським складом Збройних Сил СРСР» генерал-полковник інженерно-технічної служби стали вважатися у військовому званні генерал-полковник інженер).

## Знаки розрізнення (1943—1971)
Згідно з указами Президії Верховної Ради від 6 січня 1943 року «О введенні нових знаків розрізнення для особового складу Червоної Армії» та від 15 лютого 1943 року «О введенні нових знаків розрізнення для особового складу ВМФ» вводяться нові однострої, та нові знаки розрізнення. Замість петлиць вводяться погони на яких стали розміщуватися знаки розрізнення. Знаки розрізнення майже збігалися з імперськими. Погони генерал-полковника інженерно-технічної служби мали притаманний генералам візерунок у вигляді «зигзаг». На кожному погоні розташовувалося по три металеві п'ятипроменеві зірочки.